# Der wahre Walter
Der wahre Walter ist ein Kartenspiel des Schweizer Spieleerfinders Urs Hostettler.

## Hintergrund

Staatsschutzfiche

Der Hintergrund dieses Spiels ist der sogenannte Fichenskandal der Schweiz. Die Bundespolizei legte ca. 900'000 Karteikarten über mehr als 10 % der Schweizer Bevölkerung an. Betroffen waren sämtliche Gesellschaftsschichten. Die Bundespolizei wollte erreichen, dass die Schweiz von kommunistischen subversiven Personen geschützt wird. Das Vertrauen der Bevölkerung in den Staat wurde durch die Entdeckung der Fichen erschüttert. Zahlreiche Bürger reichten Gesuche ein, um die Herausgabe der persönlichen Fichen zu erreichen. Namen der Informanten (häufig Drittpersonen im Umfeld der bespitzelten Personen wie z. B. Nachbarn oder Arbeitskollegen) wurden mit schwarzem Filzstift überdeckt, um ihre Identität geheim zu halten. Die Fichen enthielten manchmal auch zusätzlich sehr absurde Informationen. Der bekannteste Fall absurder gesammelter Informationen ist die Fiche der SP-Nationalrätin Menga Danuser. Die Fiche trägt den Satz „[…] trinkt Abends gerne ein Bier!“.

## Spielidee
Das Spiel setzt nun bei diesen Karteikarten an und parodiert sie. Auf den Karten stehen drei Sätze mit einem eingeschwärzten Wort. Auf dem schwarzen Balken ist stattdessen „WALTER“ zu lesen. So heißt es beispielsweise auf einer Karte „3. Wäre es nicht lustig, wenn die ersten Astronauten, die ihren Fuss auf den Mars setzen, dort ein(e/n) WALTER fänden?“. Ein Spieler wird zur sogenannten „Sphinx“ und schreibt eine Antwort auf. Diese Antwort ist der wahre Walter. Die Mitspieler müssen nun versuchen diese Antwort zu fälschen. Diese gefälschten Antworten sind dann gefälschte Walter.

## Spielmaterial

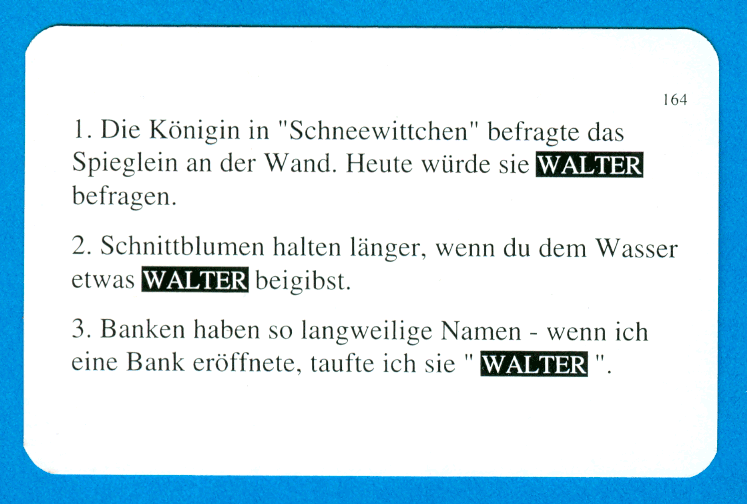
Spielfiche

156 Fichen mit je drei persönlichen Aussagen auf der Vorder- und Rückseite. Für das Spiel werden zusätzlich noch Schreibstifte und viele genormte Notizzettel gebraucht. Pro Spieler braucht es mindestens zwei Notizzettel. Einzelne Zettel können im Spiel mehrmals gebraucht werden.

## Spielablauf
Zuerst wird ein Handicap ermittelt, da es einfacher ist, mit Personen zu spielen, die man kennt, als mit unbekannten Spielern.
Es wird reihum gespielt. Eine Person ist die sogenannte „Sphinx“. Sie nimmt eine Fiche und verliest die erste Aussage. Danach schreibt sie auf einen Notizzettel, was sie unter dem Platzhalter „WALTER“ als passendste Aussage findet. Die anderen Spieler versuchen nun diese Antwort zu fälschen, in dem sie ebenso eine Antwort auf dieselbe Aussage auf ihren Notizzettel schreiben und zwar eine Antwort, die die Sphinx möglicherweise auf die Aussage gegeben hat. Dieser Ablauf wiederholt sich für die restlichen zwei Aussagen der Fiche. Die Zettel werden von den Spielern unterschrieben und der Sphinx gegeben. Die Sphinx mischt alle Notizzettel und liest zuerst still alle Antworten durch. Danach liest die Sphinx nochmals die erste Aussage der Fiche laut vor und dann alle abgegebenen Antworten, inklusive ihrer eigenen. Die Mitspieler versuchen nun zu erraten, welches die echte Antwort war, die von der Sphinx stammt und schreiben sie auf. Der Vorgang wiederholt sich nun für die übrigen zwei Aussagen. Die Antwortzettel werden aber immer vorher erneut gemischt, damit die Antworten der Personen nicht immer in derselben Reihenfolge vorgelesen werden.
Jeder Spieler, der auf die richtige Antwort getippt hat, bekommt einen Siegpunkt. Ebenso erhält die Sphinx für jeden richtigen Tipp eines Mitspielers einen Siegpunkt. Ein Fälscher kriegt für jeden Tipp eines anderen Mitspielers auf seine gefälschte Antwort einen Siegpunkt. Gewonnen hat derjenige, der nach einem Durchgang die meisten Punkte gemacht hat.

## Varianten
Als Variante kann gespielt werden, dass die Sphinx nur eine Aussage auswählt. Es wird dann reihum gespielt, bis ein Spieler eine bestimmte Punkteanzahl erreicht hat.